# Holocentropus calcaratus
Holocentropus calcaratus là một loài Trichoptera hóa thạch trong họ Polycentropodidae.